# Escallonia reticulata
Escallonia reticulata är en tvåhjärtbladig växtart som beskrevs av Herman Otto Sleumer. Escallonia reticulata ingår i släktet Escallonia och familjen Escalloniaceae. Inga underarter finns listade i Catalogue of Life.